# 相葉◎×部
『相葉◎×部』（あいばまるばつぶ）は、フジテレビ系列で2023年10月26日から放送されているバラエティ番組である。

## 概要
2023年9月28日に放送終了した『VS魂』の後継番組で、『VS魂』でキャプテンを務めた嵐の相葉雅紀が続投で引き続きメインキャストを務める番組。
様々な芸能人が学校にはない部活を自ら立ち上げ、様々な事に挑戦する番組。また、相葉も自ら部活を立ち上げ、様々な事に挑戦する。
相葉がレギュラー出演していた『VS嵐』『VS魂』の新春3時間スペシャル枠を引き継がれ、毎年1月3日（水曜日）18:00 - 21:00（JST）からはスペシャルを放送している。2024年は『新春◎×部』、2025年は『相葉◎×部 Presents BABA抜き最弱王決定戦』として放送された。
2023年12月27日、視聴率の低迷とジャニー喜多川性加害問題の影響により、2024年4月からは関東ローカル枠へ枠移動されるとサンケイスポーツが報じ、2024年3月4日にフジテレビ編成制作局編成部長の中嶋優一が枠移動を正式発表した。
4月以降は『相葉◎×部』に改題の上、放送時間を30分縮小して土曜日16:30 - 17:00（JST）で関東ローカルで放送されている。これにより、フジテレビの嵐のメンバーによるレギュラー番組枠は、『VS嵐』のゴールデン昇格により2009年10月から14年半続いた木7枠を返上し、かつて『なまあらし LIVESTORM』から『VS嵐』初期まで7年間放送された土曜昼枠へ戻ることになる。
また、前2番組でも行われたスペシャル企画「BABA抜き最弱王決定戦」も当番組に引き継がれたが、関東ローカル枠移行後は単発特別番組枠にて放送されている。

## 主な部活動
特筆のない企画は、部長を相葉が担当し、えなりも参加している。
相葉◎×部の部活動
- 一筆啓上部
  - 2023年10月26日放送分開始。13文字の手紙だけで相手に意思を伝えることが出来るのかを検証する。あまりにも見つからない場合は「かしく」ルールとして日本一短い手紙の文末にあった「かしく」の3文字分だけ追加でヒントを与えることができる。相葉◎×部改題後のメインコーナー。
- 覆面振付バトル部
  - 部長：松田元太
  - 2023年10月26日放送分開始。ダンスに自信のある芸能人が指定された曲を振付し、顔を隠して収録したダンス動画をTikTokに投稿。その投稿のいいねの数を競い合い、最下位の部員には罰ゲームが執行される。
- 街角演劇部
  - 2024年8月17日放送分開始。街頭インタビューに一般人として出演している有名人を探し当てる。
- 満腹!推しメシ部
  - 2024年8月23日放送分開始。公式SNSにて募集された視聴者からの情報を基に『ある料理』の知られていない店や食べ方を探す。
- メニュー探偵部
  - 2024年9月21日放送分開始。飲食店の秘密やこだわりが詰まったメニューを推理して解き明かす。
- いきなり差し入れ部
  - 部長：えなりかずき
  - 2025年3月8日放送分開始。豪華芸能人のエピソードに関する2択クイズに挑戦して差し入れをゲットする。
- 絶景!鉄道写真部
  - 部長：徳永ゆうき
  - 2025年8月16日放送分開始。部長の徳永を含む、電車マニア数名が番組が指定したテーマに沿った鉄道写真を撮影し競い合う。

木7◎×部でのみ実施された部活動
- 懐メロ名曲部
  - 部長：松岡昌宏、部員：大黒摩季、阿部凜
  - 松岡がオーナーを勤めるスナック「まーまー」が舞台。主に平成世代の芸能人が、思い入れのある懐メロについて語り、歌唱する。
なお、大黒はママ、阿部はアルバイトという設定で出演。
- 青春!あかぬけメイク部
  - 部員：伊野尾慧、Zutti Mattia
  - 2023年11月2日放送分開始。元有名外資系ブランドの美容部員であるZutti Mattia（ズッチ）が高校に赴き、あかぬけて人生を変えたい学生をメイクで変身させる。
- 節約贅沢クッキング部
  - 部長：大原櫻子、部員：リュウジ
  - 2023年11月9日放送分開始。料理に自信のある芸能人がコンビニにある商品を使用し、指定金額内に抑えつつ贅沢な料理を披露する。
- 表情管理部
  - 2024年1月25日放送分開始。様々な状況に合わせてキメ顔でいる事が出来るのかを検証する。スタジオゲストも参加する場合もある。

## 特別企画

### BABA抜き部 ババ抜き最弱王決定戦
『VS嵐』・『VS魂』にて行われた『BABA嵐』・『BABA魂』の継承企画。

## 出演者

### 現在の出演者
※★は『VS魂』より続投。

#### 総合顧問
- 相葉雅紀★-｢一筆啓上部｣を始めとする一部の部活動の部長も兼任。

#### レギュラー
- えなりかずき-「いきなり差し入れ部」の部長も兼任。

### ナレーション
- 伊藤利尋 （フジテレビアナウンサー）★ [注 3] - 「メニュー探偵部」では進行役として出演。
- 島田彩夏 （フジテレビアナウンサー）  [注 4]
- 永田美海 （2023年11月2日 - ）

## スペシャル
| 回 | 放送日時                           | スペシャル回のタイトル                      | ゲスト                            |
| -- | ---------------------------------- | ------------------------------------------- | --------------------------------- |
| 1  | 2023年10月26日（木） 19:00 - 21:00 | 木7◎×部 いきなり創部3連発SP                 | 日村勇紀（バナナマン） 松本まりか |
| 2  | 2023年11月23日（木） 19:00 - 21:00 | 木7◎×部 × オドハラ 豪華! 合体2時間SP        | 横山裕（関ジャニ∞） 池田美優      |
| 3  | 2024年1月3日（水） 18:00 - 21:00   | 新春◎×部                                    | 日村勇紀（バナナマン）            |
| 4  | 2024年3月14日（木） 19:00 - 21:00  | BABA抜き歴代スター負け顔ベスト20！木7◎×部SP |                                   |
| 5  | 2025年3月21日（金） 23:00 - 0:10   |                                             |                                   |

## ネット局

### 木曜時代
2時間スペシャル放送時、フジテレビ系列の一部の放送局は放送終了6分前に飛び降りる場合があった。
| 放送対象地域   | 放送局                    | 系列                                         | 放送時間           | ネット状況 |
| -------------- | ------------------------- | -------------------------------------------- | ------------------ | ---------- |
| 関東広域圏     | フジテレビ（CX）          | フジテレビ系列                               | 木曜 19:00 - 20:00 | 制作局     |
| 北海道         | 北海道文化放送（UHB）     | フジテレビ系列                               | 木曜 19:00 - 20:00 | 同時ネット |
| 岩手県         | 岩手めんこいテレビ（mit） | フジテレビ系列                               | 木曜 19:00 - 20:00 | 同時ネット |
| 宮城県         | 仙台放送（OX）            | フジテレビ系列                               | 木曜 19:00 - 20:00 | 同時ネット |
| 秋田県         | 秋田テレビ（AKT）         | フジテレビ系列                               | 木曜 19:00 - 20:00 | 同時ネット |
| 山形県         | さくらんぼテレビ（SAY）   | フジテレビ系列                               | 木曜 19:00 - 20:00 | 同時ネット |
| 福島県         | 福島テレビ（FTV）         | フジテレビ系列                               | 木曜 19:00 - 20:00 | 同時ネット |
| 新潟県         | NST新潟総合テレビ（NST）  | フジテレビ系列                               | 木曜 19:00 - 20:00 | 同時ネット |
| 長野県         | 長野放送（NBS）           | フジテレビ系列                               | 木曜 19:00 - 20:00 | 同時ネット |
| 静岡県         | テレビ静岡（SUT）         | フジテレビ系列                               | 木曜 19:00 - 20:00 | 同時ネット |
| 富山県         | 富山テレビ（BBT）         | フジテレビ系列                               | 木曜 19:00 - 20:00 | 同時ネット |
| 石川県         | 石川テレビ（ITC）         | フジテレビ系列                               | 木曜 19:00 - 20:00 | 同時ネット |
| 福井県         | 福井テレビ（FTB）         | フジテレビ系列                               | 木曜 19:00 - 20:00 | 同時ネット |
| 中京広域圏     | 東海テレビ（THK）         | フジテレビ系列                               | 木曜 19:00 - 20:00 | 同時ネット |
| 近畿広域圏     | 関西テレビ（KTV）         | フジテレビ系列                               | 木曜 19:00 - 20:00 | 同時ネット |
| 島根県・鳥取県 | さんいん中央テレビ（TSK） | フジテレビ系列                               | 木曜 19:00 - 20:00 | 同時ネット |
| 岡山県・香川県 | 岡山放送（OHK）           | フジテレビ系列                               | 木曜 19:00 - 20:00 | 同時ネット |
| 広島県         | テレビ新広島（tss）       | フジテレビ系列                               | 木曜 19:00 - 20:00 | 同時ネット |
| 愛媛県         | テレビ愛媛（EBC）         | フジテレビ系列                               | 木曜 19:00 - 20:00 | 同時ネット |
| 高知県         | 高知さんさんテレビ（KSS） | フジテレビ系列                               | 木曜 19:00 - 20:00 | 同時ネット |
| 福岡県         | テレビ西日本（TNC）       | フジテレビ系列                               | 木曜 19:00 - 20:00 | 同時ネット |
| 佐賀県         | サガテレビ（STS）         | フジテレビ系列                               | 木曜 19:00 - 20:00 | 同時ネット |
| 長崎県         | テレビ長崎（KTN）         | フジテレビ系列                               | 木曜 19:00 - 20:00 | 同時ネット |
| 熊本県         | テレビくまもと（TKU）     | フジテレビ系列                               | 木曜 19:00 - 20:00 | 同時ネット |
| 鹿児島県       | 鹿児島テレビ（KTS）       | フジテレビ系列                               | 木曜 19:00 - 20:00 | 同時ネット |
| 沖縄県         | 沖縄テレビ（OTV）         | フジテレビ系列                               | 木曜 19:00 - 20:00 | 同時ネット |
| 大分県         | テレビ大分（TOS）         | 日本テレビ系列 フジテレビ系列                | 木曜 19:00 - 20:00 | 同時ネット |
| 宮崎県         | テレビ宮崎（UMK）         | フジテレビ系列 日本テレビ系列 テレビ朝日系列 | 木曜 19:00 - 20:00 | 同時ネット |
| 青森県         | 青森テレビ（ATV）         | TBS系列                                      | 土曜 15:55 - 16:55 | 遅れネット |

### 土曜時代
| 放送対象地域   | 放送局                    | 系列                          | 放送開始日       | 放送時間                     | ネット状況 |
| -------------- | ------------------------- | ----------------------------- | ---------------- | ---------------------------- | ---------- |
| 関東広域圏     | フジテレビ（CX）          | フジテレビ系列                | 2024年4月13日 -  | 土曜 16:30 - 17:00           | 制作局     |
| 福井県         | 福井テレビ（FTB）         | フジテレビ系列                | 2024年4月13日 -  | 土曜 16:30 - 17:00           | 同時ネット |
| 岡山県・香川県 | 岡山放送（OHK）           | フジテレビ系列                | 2024年4月13日 -  | 土曜 16:30 - 17:00           | 同時ネット |
| 石川県         | 石川テレビ（ITC）         | フジテレビ系列                | 2024年4月27日 -  | 土曜 16:30 - 17:00           | 同時ネット |
| 秋田県         | 秋田テレビ（AKT）         | フジテレビ系列                | 2024年4月20日 -  | 土曜 10:30 - 11:00           | 遅れネット |
| 北海道         | 北海道文化放送（UHB）     | フジテレビ系列                | 2024年4月23日 -  | 火曜 0:55 - 1:25（月曜深夜） | 遅れネット |
| 静岡県         | テレビ静岡（SUT）         | フジテレビ系列                | 2024年4月24日 -  | 水曜 0:25 - 0:55（火曜深夜） | 遅れネット |
| 福岡県         | テレビ西日本（TNC）       | フジテレビ系列                | 2024年4月24日 -  | 水曜 0:25 - 0:55（火曜深夜） | 遅れネット |
| 富山県         | 富山テレビ（BBT）         | フジテレビ系列                | 2024年4月26日 -  | 金曜 1:00 - 1:30（木曜深夜） | 遅れネット |
| 岩手県         | 岩手めんこいテレビ（mit） | フジテレビ系列                | 2024年5月1日 -   | 水曜 0:25 - 0:55（火曜深夜） | 遅れネット |
| 広島県         | テレビ新広島（tss）       | フジテレビ系列                | 2024年5月2日 -   | 木曜 1:15 - 1:45（水曜深夜） | 遅れネット |
| 鹿児島県       | 鹿児島テレビ（KTS）       | フジテレビ系列                | 2024年5月3日 -   | 金曜 0:45 - 1:15（木曜深夜） | 遅れネット |
| 大分県         | テレビ大分（TOS）         | 日本テレビ系列 フジテレビ系列 | 2024年5月11日 -  | 土曜 9:55 - 10:25            | 遅れネット |
| 熊本県         | テレビくまもと（TKU）     | フジテレビ系列                | 2024年6月11日 -  | 火曜 1:15 - 1:45（月曜深夜） | 遅れネット |
| 沖縄県         | 沖縄テレビ（OTV）         | フジテレビ系列                | 2024年10月12日 - | 土曜 1:35 - 2:05（金曜深夜） | 遅れネット |
| 長野県         | 長野放送（NBS）           | フジテレビ系列                | 不明             | 火曜 0:25 - 0:55（月曜深夜） | 遅れネット |
| 長崎県         | テレビ長崎（KTN）         | フジテレビ系列                | 不明             | 火曜 0:30 - 1:00（月曜深夜） | 遅れネット |

### 過去のネット局
- NST新潟総合テレビ（NST）[7]

## スタッフ
- ナレーター：伊藤利尋【毎週】、島田彩夏【週替り】
- 構成：田中直人、白武ときお
- TP：斉藤伸介（フジテレビ）
- CAM：渡部公臣
- VE：平林未帆
- 音声：大野史敬、寺岡愛莉、戸ノ崎沙綾【週替り】
- 照明：河野誠
- 美術制作：三竹寛典（フジテレビ/フジアール）
- デザイン：鈴木賢太（フジテレビ/フジアール）
- アートコーディネーター：村瀬大（フジアール）
- 大道具：藤沢和雄
- アクリル装飾：伊藤幸枝
- アートディレクター：邨山直也（フジテレビ）
- グラフィックデザイン：南幅康哉
- 衣装：幸松里奈
- メイク：山田かつら
- 編集︰橋上憲二、大里剛史、大沼和一、仲里美咲、都築美紗、高井陽菜、小林圭都【週替り】
- 音響効果：大平拓也
- MA：土屋信
- TK：槇加奈子
- CG：木本禎子（フジテレビ）、相馬揚介
- 編成︰水戸祐介（フジテレビ）
- デスク：河合杏里沙
- 広報：根本智史・長田裕依（フジテレビ）
- 制作協力：ザ・スピングラス、D:COMPLEX、NEXTEP、極東電視台、オラフズ

「覆面振付バトル部」
- - ディレクター：錫木亮・神垣光（NEXTEP）、佐藤秀樹【週替り】
  - プロデューサー：須藤景子（NEXTEP）
  - AP：飯田颯
  - AD：菊地真日瑠、古賀東笹【毎週】、塩原奈菜香【週替り】
  - ロケ技術：VlC、BULL BULL

「一筆啓上部」
- - ディレクター：大城浩一郎（パンスール）、権亨悟、阪口悠樹・山本泰輔（オラフズ）【週替り】
  - プロデューサー：夫馬教行（D:COMPLEX）、但木洋光（オラフズ）【週替り】
  - AP：馬場瞳・浜野美咲（D:COMPLEX）、鶴見明香里（オラフズ）【週替り】
  - AD：滝澤翔、本間真優、宮澤裕二、川野葵【週替り】
  - ロケ技術：Swish Japan
- 技術協力：ニユーテレス、BANZAI、fmt、スタジオWELT、casinodrive、IMAGICA Lab.
- AD：青木夏芽、上村昭博、荒瀬舞、大迫俊介、笹本亜澄香、松本澪奈、岩下舞香、渡辺優希子【週替り】
- ディレクター：坪井一季（フジテレビ）、尾籠美佳（極東電視台）、御供聡史（NEXTEP）、黒澤寛【週替り】
- プロデューサー：桐谷太一・竹内承（ザ・スピングラス）、夫馬教行（D:COMPLEX、「一筆啓上部」プロデューサー兼務）
- 演出：当麻晋三（フジテレビ）
- チーフプロデューサー：山田賢太郎（フジテレビ、以前は編成）
- 制作：フジテレビスタジオ戦略本部第三スタジオ（以前は編成制作局バラエティ制作センター→編成総局バラエティ制作局）
- 制作著作：フジテレビ

### 過去のスタッフ
- ナレーター：永田美海
- 構成︰小島美一（2023年11月16日-）
- TM：鈴木達雄
- SW：上田軌行
- CAM：池田幸弘、高瀬和彦（高瀬→フジテレビ）
- VE：土井理沙
- 音声：加瀬悦史
- 音響効果︰温水義成
- 編集：生田目隼
- 編成︰宮崎鉄平（フジテレビ）

「懐メロ名曲部」「節約贅沢クッキング部」
- - ディレクター：中野栞里・早崎春香（極東電視台）
  - チーフ／ディレクター：芝隆一（極東電視台）
  - プロデューサー：三田村奈緒子（極東電視台）
  - AP：見留晴絵、菊池桃花
  - AD：藤井小雪、大野哲平
  - ロケ技術：J-Crew（懐メロ名曲部）、ティ・ピー・ブレーン（節約贅沢クッキング部）
  - ロケ美術：ジーケン・アート
  - 協力：DAM第一興商（懐メロ名曲部）

「青春!あかぬけメイク部」
- - ディレクター：錫木亮・神垣光（NEXTEP）、カワノリョウ
  - プロデューサー：須藤景子（NEXTEP）
  - AP：飯田颯
  - AD：菊地真日瑠、柏﨑純礼、塩原奈菜香
  - ロケ技術：BULL BULL

「表情管理部」
- - 演出：阪口悠樹（オラフズ）
  - ディレクター：山本泰輔（オラフズ）
  - プロデューサー：但木洋光（オラフズ）
  - AP：鶴見明香里（オラフズ）
  - AD：松延美咲、川野葵
- AD：長町彩女
- チーフディレクター：角山僚祐（フジテレビ）
- プロデューサー︰鈴木浩史（ザ・スピングラス）
- チーフプロデューサー：上野貴央（フジテレビ）、竹内誠（フジテレビ、以前は制作統括）